# Sons of the Forest
Sons of the Forest est un jeu vidéo de survie développé par Endnight Games et édité par Newnight. Il est sorti en accès anticipé sur Microsoft Windows le 23 février 2023 puis en version finale le 22 février 2024. Il s'agit de la suite de The Forest, sorti en 2018.

## Intrigue
Le jeu se passe plusieurs années après le premier jeu. Il met en scène un militaire privé chargé de retrouver un milliardaire et sa famille sur une île. Ce dernier étant PDG d'une compagnie, la Puffton Corporation. Il est en effet porté disparu depuis plusieurs semaines. Ce faisant, la compagnie a appelé la SMP dont fait partie le protagoniste pour tenter de secourir le richissime homme d'affaires. Cependant, en arrivant aux abords de l'île via hélicoptère, le protagoniste ainsi que ses collègues se font attaquer. En conséquence, ils se crashent en catastrophe sur l'île. Cependant, le protagoniste et un autre contractor du nom de Kelvin survivent. C'est à partir de ce moment que le jeu commence.

## Système de jeu
- Si vous ne connaissez pas le sujet, laissez ce bandeau (vous pouvez alors contacter les auteurs).
- Si vous supprimez le contenu mis en cause (vous pouvez préalablement contacter les auteurs),

argumentez précisément cette suppression dans la page de discussion
(un manque de référence n'est pas un argument ; une recherche réelle de référence doit avoir été effectuée, être formellement documentée).
Le jeu reprend en grande partie le système de jeu de son prédécesseur The Forest. Le joueur doit survivre après un crash d'un aéronef sur une île recouverte de forêt. Il peut pour cela fabriquer des armes, des outils et des abris.
Graphiquement, le jeu fût amélioré. Le système de survie à savoir la gestion de l'eau et de la faim est devenu plus permissif et n'affecte que l'endurance du personnage et non plus la santé, sauf en mode difficile ou via des paramètres personnalisés. Le crafting se voit doté d'animations plus convaincantes et la construction est plus libre. À noter que l'IA des ennemis fût aussi améliorée. La corrélation entre scénario et gameplay reste par ailleurs la même que le premier jeu. En effet, l'île regorge de secrets qui sont principalement présents dans les grottes et les souterrains. Ces endroits doivent être visités pour permettre de continuer et finir l'histoire. Des objets ou armes peuvent aussi s'y trouver. Mais il y a surtout des ennemis plus dangereux que les autochtones cannibales présents à la surface, obligeant le joueur à redoubler de prudence et à s'équiper avant d'explorer la partie cachée de l'ile. Enfin la taille de la nouvelle map est plus grande.
En plus des évolutions vis à vis de The Forest, Sons of the Forest propose de nouvelles fonctionnalités. La nouveauté la plus flagrante étant l'ajout d'IA alliés. La première IA portant le nom de Kelvin est le compagnon qui a survécu avec le protagoniste au crash. Le joueur peut lui donner des ordres facilitant grandement la construction d'un abri ou la constitution d'une réserve de nourriture. La seconde IA alliée étant Virginia qui a la capacité de pouvoir défendre le joueur et sa base si elle a des armes à disposition que le joueur peut donner. Par ailleurs, le jeu ajoute plusieurs armes à feu que son prédécesseur n'avait pas (si ce n'est le pistolet à silex, rudimentaire et peu pratique). Il est question d'un pistolet, d'un revolver, d'un fusil à pompe et d'un fusil à verrou. Des explosifs comme les grenades et l'équivalent du C-4 sont aussi présents. De plus, l'une des grandes nouveautés est l'ajout de véhicules comme un deltaplane, une gyroroue électrique du nom de "Knight V" et un caddie de golf. Enfin, il est proposé au joueur la possibilité de construire non plus uniquement en bois mais aussi en pierre ce qui améliorer la durabilité de sa base contre les ennemis. 
À noter que le jeu est entièrement jouable à huit et que les compagnons peuvent rejoindre l'équipe de joueurs. 

## Développement
Le jeu est annoncé en décembre 2019 lors des Game Awards. Sa sortie est initialement prévue pour mai 2022, mais est reportée une première fois à octobre 2022, puis au 23 février 2023 en accès anticipé,. Depuis cette sortie, le jeu est régulièrement mis à jour avec du nouveau contenu toutes les deux semaines environ. Le jeu est sorti le 22 février 2024 dans sa version finale.

## Accueil

### Réception critique
- GamesRadar+ : [9]

- IGN : 9/10[10]

### Ventes
Sons of the Forest s'est vendu à deux millions d'exemplaires 24 heures après sa sortie en accès anticipé. Le même jour, il atteint un pic de plus de 350 000 joueurs simultanés sur Steam.